# MS Nieuw Statendam
El MS Nieuw Statendam es un crucero de la clase Pinnacle, operado recientemente por Holland America Line (HAL), filial de Carnival Corporation & plc. Su nombre, Nieuw Statendam, alude a los cinco barcos anteriores de la flota de HAL llamados Statendam. Es el segundo de los tres barcos de la clase Pinnacle construidos por el astillero italiano Fincantieri después del Koningsdam y antes del Rotterdam. Dos años después de que se cortara el primer acero en julio de 2016 para comenzar la construcción, se entregó a HAL en noviembre de 2018 y comenzó a operar el mes siguiente.